# ユウェナリス
デキムス・ユニウス・ユウェナリス（ラテン語: Decimus Junius Juvenalis, 60年 - 128年）は、古代ローマ時代の風刺詩人である。彼が残した詩は痛烈で、現実を些か誇張し歪曲した表現がよく用いられている。
代表作は、16篇からなる『風刺詩集（Satvrae）』。その中で「健全なる精神は健全なる身体（しんたい）に宿る」（後述）や「パンとサーカス」などの言葉が用いられている。

## 略歴
彼の生涯はよく分かっておらず、解放奴隷の子で、40才頃から詩作を行い、80才頃にその風刺が原因で左遷され亡くなったと伝わるが、現在では創作が疑われている。生前ではなく、死後おそらく4世紀頃から詩人としてその名が知られるようになったのではないかと考えられている。彼の生きた時代はパクス・ロマーナの最中であり、例えば『風刺詩集』の第2歌では紀元前3世紀の英雄マニウス・クリウス・デンタトゥスの名を使って、当時の頽廃した性風俗を痛烈に批判している。

## 「健全なる精神は健全なる身体に宿る」

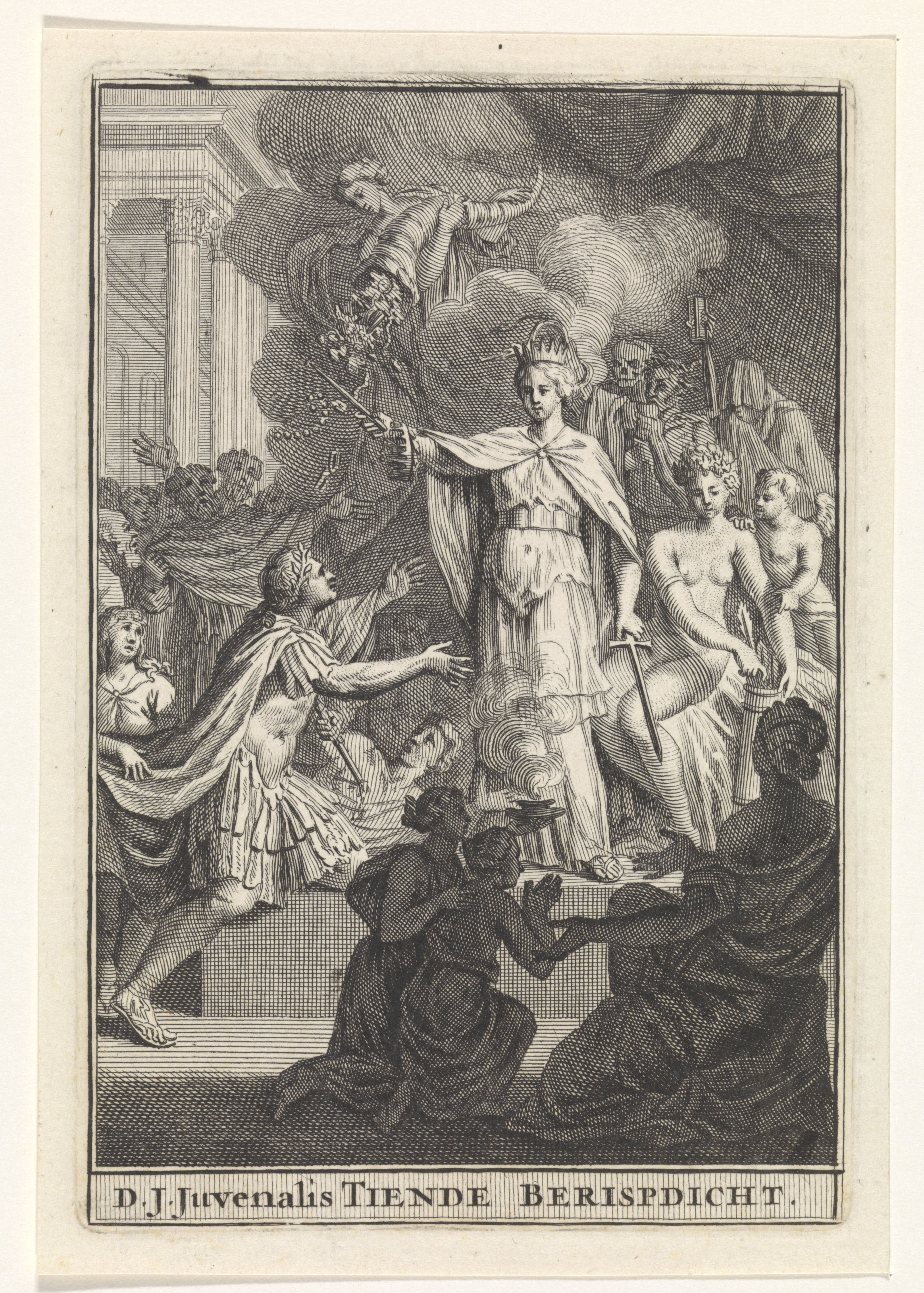
おそらくベルナール・ピカールの手による『メルポメネーに跪く詩人ユウェナリス』（1711年）風刺詩集第10篇より

『風刺詩集』第10編第356行にあるラテン語の一節;

| orandum est ut sit mens sana in corpore sano. | 健全なる精神の健全なる身体にあらんことを祈らるるべし |

は、英語のことわざ「A sound mind in a sound body（健全なる身体の中の健全なる精神）」の元とされ、そこから日本では「健全なる精神は健全なる身体に宿る」となって定着しており、「身体が健全ならば精神も自ずと健全になる」という意味にとられている。元々の英語には動詞がないため、読む者の解釈による部分が大きく、海外でも教育理念のように使用するところがある。
元とされるラテン語を直訳すると、願望を表す接続法によって、「健全な精神が健全な身体の中にありますように、と願われるべきである」となる。
『風刺詩集』第10編は、人々が神々に願う欲望を一つ一つ挙げ、戒めている詩である。例えば、

| cantabit vacuus coram latrone viator. | 空っぽの旅人は山賊の前で歌うだろう |
| — Saturae X, 22                       | —第10篇22行                        |

他にも、キケロのような才能を求める者は、彼の非業の最期を思い起こしてみればいいとか、アレクサンドロス3世は生前は広大な領土に満足出来なかったが、死んだら棺桶一つで満足している、などと皮肉り、それでも何かを願いたいというなら、「健全な精神が健全な身体の中にありますように、と願われるべきである」と言っている。つまり、結局どんな願いが良いのかは神のみぞ知ることで、身体が丈夫でもむしろ精神は軟弱な場合が多いことを皮肉っているとも考えられ、欲望が叶ったとしてもそれ相応の報いがあるのだから、願い事は控えめにしておけという風にとれる。そして最後にこう続ける。

| ラテン語原詞 ...orandum est ut sit mens sana in corpore sano. fortem posce animum mortis terrore carentem, qui spatium uitae extremum inter munera ponat naturae, qui ferre queat quoscumque labores, nesciat irasci, cupiat nihil et potiores Herculis aerumnas credat saeuosque labores et uenere et cenis et pluma Sardanapalli. monstro quod ipse tibi possis dare; semita certe tranquillae per uirtutem patet unica uitae. | 日本語意訳 ……健全な精神が健全な身体の中にありますように、と願われるべきなのだ。 強い心を、死を怖れない心を願え。 死の間際にあって後悔のない心を。 どんな苦しみにも折れない心を。 怒りにも、欲望にも打ち克てる心を。 欲望の限りを尽くしたサルダナパール王よりも、 12の試練を乗り越えたヘラクレスを良しとする心を。 君たちの中にもそのような良い心があるのだ。 そしてそれは、必ずや良い人生へと導いてくれるだろう。 |
| — Saturae X, 356-364 | —『風刺詩集』第10篇356-64行 |

### 日本
この言葉を日本に広めたのは、ジョージ・アダムス・リーランドであると考えられている。彼は現在でいう「徳育」「知育」「体育」の三育主義を掲げており、「Sound mind dwells in sound body（健全なる精神は健全なる身体に宿る）」として紹介した。これは西洋では17世紀のジョン・ロックや、ルネサンス期のレオン・バッティスタ・アルベルティら人文主義者によって既に用いられていたという。そして関東大震災後、赤化日本人防止のための思想善導にスポーツが用いられ、このユウェナリスの一節が引かれるようになったとする説がある。
『アシックス』はこの語をアレンジした「Anima Sana In Corpore Sano」の頭文字を社名にしている。

### 近代

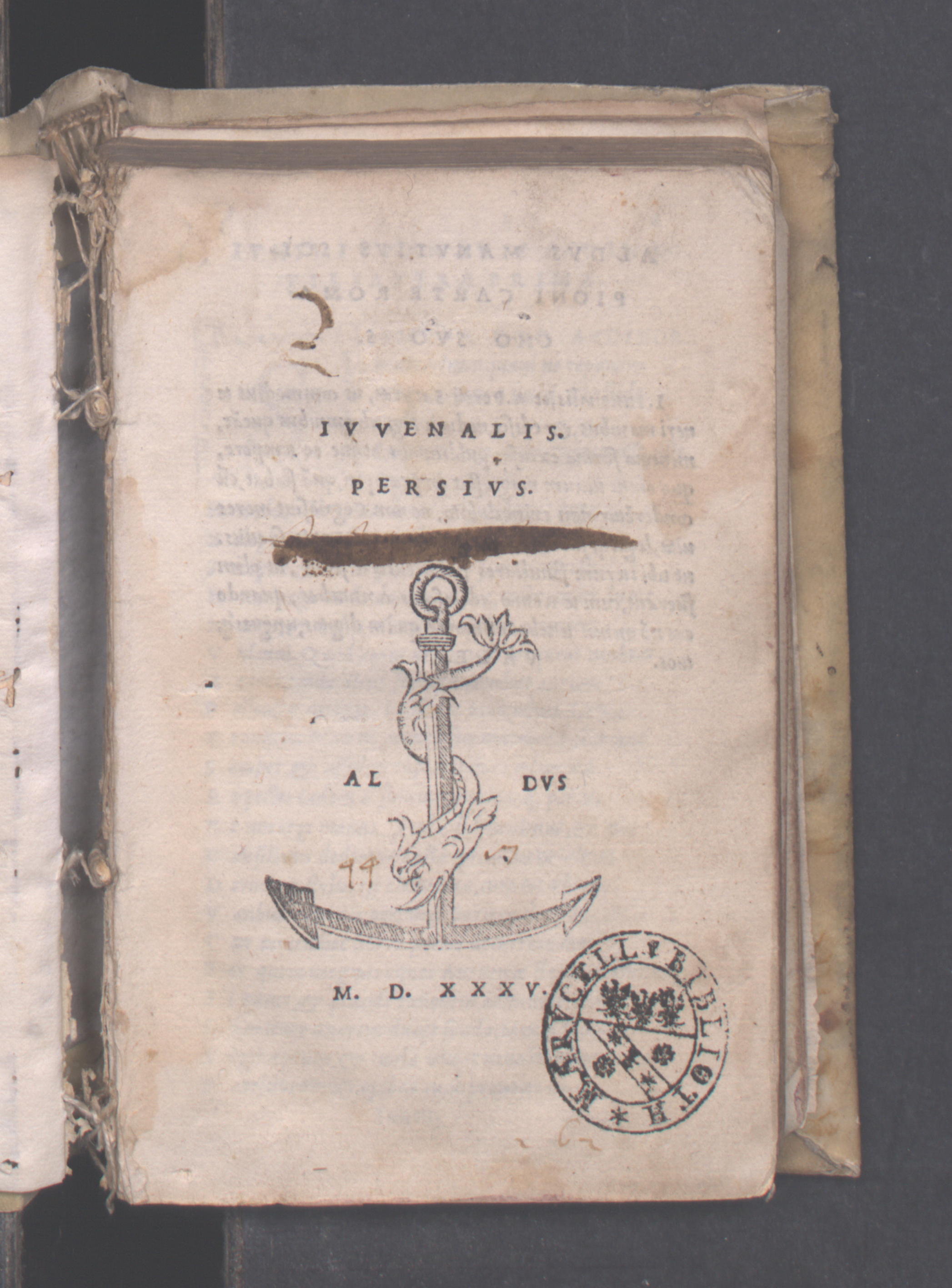
1535年に出版された『風刺詩集』

本来の正しい意味で使われていたが、近代になって世界規模の大戦が始まると状況は一変する。ナチス・ドイツを始めとする各国はスローガンとして「健全なる精神は健全なる身体に」を掲げ、さも身体を鍛えることによってのみ健全な精神が得られるかのような言葉へ恣意的に改竄しながら、軍国主義を推し進めた。その結果、本来の意味は忘れ去られ、戦後教育などでも誤った意味で広まることとなった。このような誤用に基づいたスローガンは現在でも世界各国の軍隊やスポーツ業界を始めとする体育会系分野において深く根付いている。
現在は冷戦も終わり軍国主義を掲げる必要がなくなったことや、解釈によっては身体障害者への差別用語にもなりかねないことから、多くの国では身体と精神の密接な関係とバランスを表す言葉として使われている。

## 参考文献

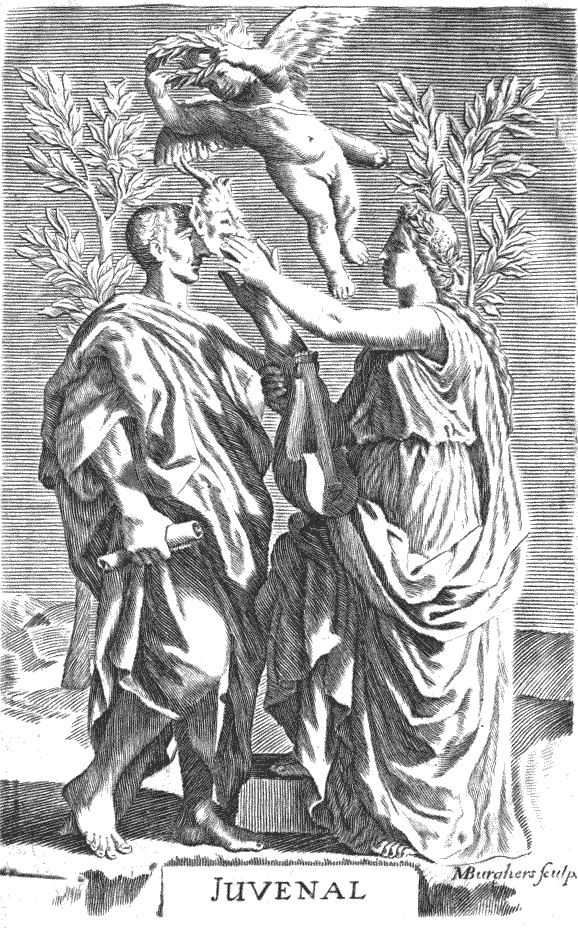
ジョン・ドライデン『諷刺詩集：ユウェナリスとペルシウス』（1711年）第4版の扉絵